# Washington Allston
Washington Allston (Waccamaw, 5 novembre 1779 – Cambridge, 9 luglio 1843) è stato un pittore e scrittore statunitense.

## Biografia
Washington Allston nacque a Waccamaw, nella Carolina del Sud, il 5 novembre 1779.
Nel 1800 si laureò all'Università di Harvard.

Per completare la sua formazione, dal 1801 al 1804 studiò a Londra sotto Benjamin West.

Dal 1805 al 1808 viaggiò per l'Europa continentale, fermandosi in particolare a Parigi e a Roma.

Fu durante questi viaggi che conobbe il poeta inglese Samuel Taylor Coleridge, che ammirò molto il suo genio.
Nel 1811 Allston si recò nuovamente in Europa, accompagnato da Samuel F. B. Morse, che allora era un suo studente d'arte.

Allston si recò dapprima a Roma per perfezionare il suo stile ed infine si stabilì a Londra, dove ottenne fama e premi per le sue pitture.

Nelle sue opere, soprattutto nei ritratti e nei paesaggi, rivelò una vena romantica in cui si coglie la forte influenza che su di lui ebbero William Turner e John Martin.

In questi anni scrisse anche satire, novelle e poesie.
Nel 1818 Allston tornò negli Stati Uniti e visse a Cambridge, nel Massachusetts, dove morì il 9 luglio 1843.
Il quartiere Allston, nella parte ovest di Boston, è intitolato a lui.